# Salar (Uzbekistán)
Salar es una localidad de Uzbekistán, en la provincia de Taskent.
Se encuentra a una altitud de 439 m sobre el nivel del mar, y constituye un suburbio de Taskent. 

## Demografía
Según estimación 2010 contaba con una población de 29 313 habitantes.